# Plopsa Indoor Coevorden

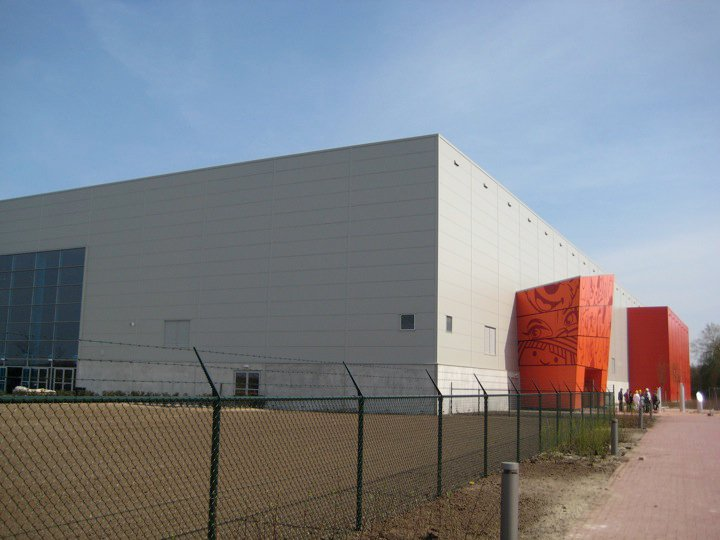
Entrée de Plopsa Indoor Coevorden.

Plopsa Indoor Coevorden est un parc d'attractions couvert à Coevorden, aux Pays-Bas. C'est le premier parc Plopsa du pays et il a été inauguré le 29 avril 2010 en présence des principales mascottes de Studio 100 (Le lutin Plop, Pat le Pirate, Mega Mindy, K3, etc.). Il est situé juste à côté d'un domaine Center Parcs.

## Attractions Principales

### Montagnes russes
| Nom de l'attraction                 | Type                      | Constructeur | Année |
| ----------------------------------- | ------------------------- | ------------ | ----- |
| Wickiebaan Anciennement Piratenbaan | Montagnes russes en métal | Zierer       | 2010  |

### Autres
| Nom de l'attraction     | Type                | Constructeur | Année |
| ----------------------- | ------------------- | ------------ | ----- |
| Anubis                  | Mini Discovery      | Zamperla     | 2010  |
| De Bootjes              | Bateaux tamponneurs |              | 2010  |
| De Botsauto's           | Autos tamponneuses  |              | 2010  |
| De Carrousel            | Carrousel           |              | 2010  |
| De Dansende Fonteinen   | Fontaines dansantes |              | 2010  |
| De Kikkers              | Jump Around         | Zamperla     | 2010  |
| De Slingermolen, met K3 | Chaises volantes    |              | 2010  |
| De Vliegende Fietsen    | Magic Bikes         | Zamperla     | 2010  |
| De Vuurtoren            | Tour de chute       | Zierer       | 2010  |
| De Woeste Zee           | Rockin' Tug         | Zierer       | 2010  |